# Рейм (Північна Дакота)
Рейм (англ. Rhame) — місто (англ. city) в США, в окрузі Баумен штату Північна Дакота. Населення — 158 осіб (2020).

## Географія
Рейм розташований за координатами 46°14′5″ пн. ш. 103°39′19″ зх. д. / 46.23472° пн. ш. 103.65528° зх. д. (46.234613, -103.655163).  За даними Бюро перепису населення США в 2010 році місто мало площу 3,90 км², уся площа — суходіл.

## Демографія
Згідно з переписом 2010 року, у місті мешкало 169 осіб у 81 домогосподарстві у складі 43 родин. Густота населення становила 43 особи/км².  Було 107 помешкань (27/км²).
Расовий склад населення:
| - 98,2 % — білих |

До двох чи більше рас належало 1,8 %. Частка іспаномовних становила 0,0 % від усіх жителів.
За віковим діапазоном населення розподілялося таким чином: 18,9 % — особи молодші 18 років, 65,7 % — особи у віці 18—64 років, 15,4 % — особи у віці 65 років та старші. Медіана віку мешканця становила 45,5 року. На 100 осіб жіночої статі у місті припадало 111,2 чоловіків;  на 100 жінок у віці від 18 років та старших — 107,6 чоловіків також старших 18 років.
Середній дохід на одне домашнє господарство  становив 68 476 доларів США (медіана — 54 500), а середній дохід на одну сім'ю — 90 956 доларів (медіана — 86 563). Медіана доходів становила 63 750 доларів для чоловіків та 25 536 доларів для жінок. За межею бідності перебувало 6,3 % осіб, у тому числі 0,0 % дітей у віці до 18 років та 8,3 % осіб у віці 65 років та старших.
Цивільне працевлаштоване населення становило 108 осіб. Основні галузі зайнятості: сільське господарство, лісництво, риболовля — 25,0 %, будівництво — 23,1 %, освіта, охорона здоров'я та соціальна допомога — 13,0 %, роздрібна торгівля — 11,1 %.